# Liste der Naturdenkmale in Tettnang
| Naturdenkmale | Anzahl |
| ------------- | ------ |
| FND           | 2      |
| END           | 16     |
| Gesamt        | 18     |

Die Liste der Naturdenkmale in Tettnang nennt die verordneten Naturdenkmale (ND) der im baden-württembergischen Bodenseekreis liegenden Stadt Tettnang. In Tettnang gibt es insgesamt 18 als Naturdenkmal geschützte Objekte, davon 2 flächenhafte Naturdenkmale (FND) und 16 Einzelgebilde-Naturdenkmale (END).
Stand: 1. November 2016.

## Flächenhafte Naturdenkmale (FND)
| Name                                               | Bild | Kennung     | Einzelheiten | Position | Fläche Hektar | Datum        |
| -------------------------------------------------- | ---- | ----------- | ------------ | -------- | ------------- | ------------ |
| Kuppe der Brünnensweiler Höhe                      |      | 84350570001 | Tettnang     | ⊙        | 5,5           | 3. Juli 1952 |
| Trockenwanne der mittl. Argentrasse a.Krippeleboge |      | 84350570002 | Tettnang     | ⊙        | 2,0           | 3. Juli 1952 |
| Legende für Naturdenkmal                           |      |             |              |          |               |              |

## Einzelgebilde (END)
| Name                                   | Bild | Kennung     | Einzelheiten | Position | Fläche Hektar | Datum       |
| -------------------------------------- | ---- | ----------- | ------------ | -------- | ------------- | ----------- |
| Birkenallee, Betula pendula (50 Bäume) | BW   | 84350570008 | Tettnang     | ⊙        | 0,0           | 8. Mai 1989 |
| Stieleiche                             | BW   | 84350570017 | Tettnang     | ⊙        | 0,0           | 8. Mai 1989 |
| 1 Birnbaum, „Gelbmöstler“              | BW   | 84350570022 | Tettnang     | ⊙        | 0,0           | 8. Mai 1989 |
| 1 Birnbaum „Oberösterreicher“          | BW   | 84350570018 | Tettnang     | ⊙        | 0,0           | 8. Mai 1989 |
| 1 Feldulme, Ulmus carpinifolia         | BW   | 84350570014 | Tettnang     | ⊙        | 0,0           | 8. Mai 1989 |
| 1 Platane, 1 Buche u. 1 Winterlinde    | BW   | 84350570015 | Tettnang     | ⊙        | 0,0           | 8. Mai 1989 |
| 1 Sommerlinde, Tilia platyphyllos      | BW   | 84350570012 | Tettnang     | ⊙        | 0,0           | 8. Mai 1989 |
| 1 Sommerlinde, Tilia platyphyllos      | BW   | 84350570019 | Tettnang     | ⊙        | 0,0           | 8. Mai 1989 |
| 1 Stieleiche, Quercus robur            | BW   | 84350570011 | Tettnang     | ⊙        | 0,0           | 8. Mai 1989 |
| 1 Stieleiche, Quercus robur            | BW   | 84350570013 | Tettnang     | ⊙        | 0,0           | 8. Mai 1989 |
| 1 Stieleiche, Quercus robur            | BW   | 84350570021 | Tettnang     | ⊙        | 0,0           | 8. Mai 1989 |
| 1 Wellingtonie                         | BW   | 84350570007 | Tettnang     | ⊙        | 0,0           | 8. Mai 1989 |
| 1 Winterlinde, Tilia cordata           | BW   | 84350570006 | Tettnang     | ⊙        | 0,0           | 8. Mai 1989 |
| 2 Nußbäume                             | BW   | 84350570020 | Tettnang     | ⊙        | 0,0           | 8. Mai 1989 |
| 2 Stieleichen, Quercus robur           | BW   | 84350570009 | Tettnang     | ⊙        | 0,0           | 8. Mai 1989 |
| 2 Stieleichen, Quercus robur           | BW   | 84350570010 | Tettnang     | ⊙        | 0,0           | 8. Mai 1989 |
| Legende für Naturdenkmal               |      |             |              |          |               |             |